# Bas francique

Étendue des langues bas-franciques

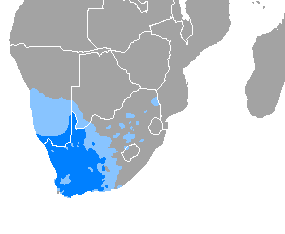
L'usage de l'afrikaans en Afrique australe aujourd’hui.

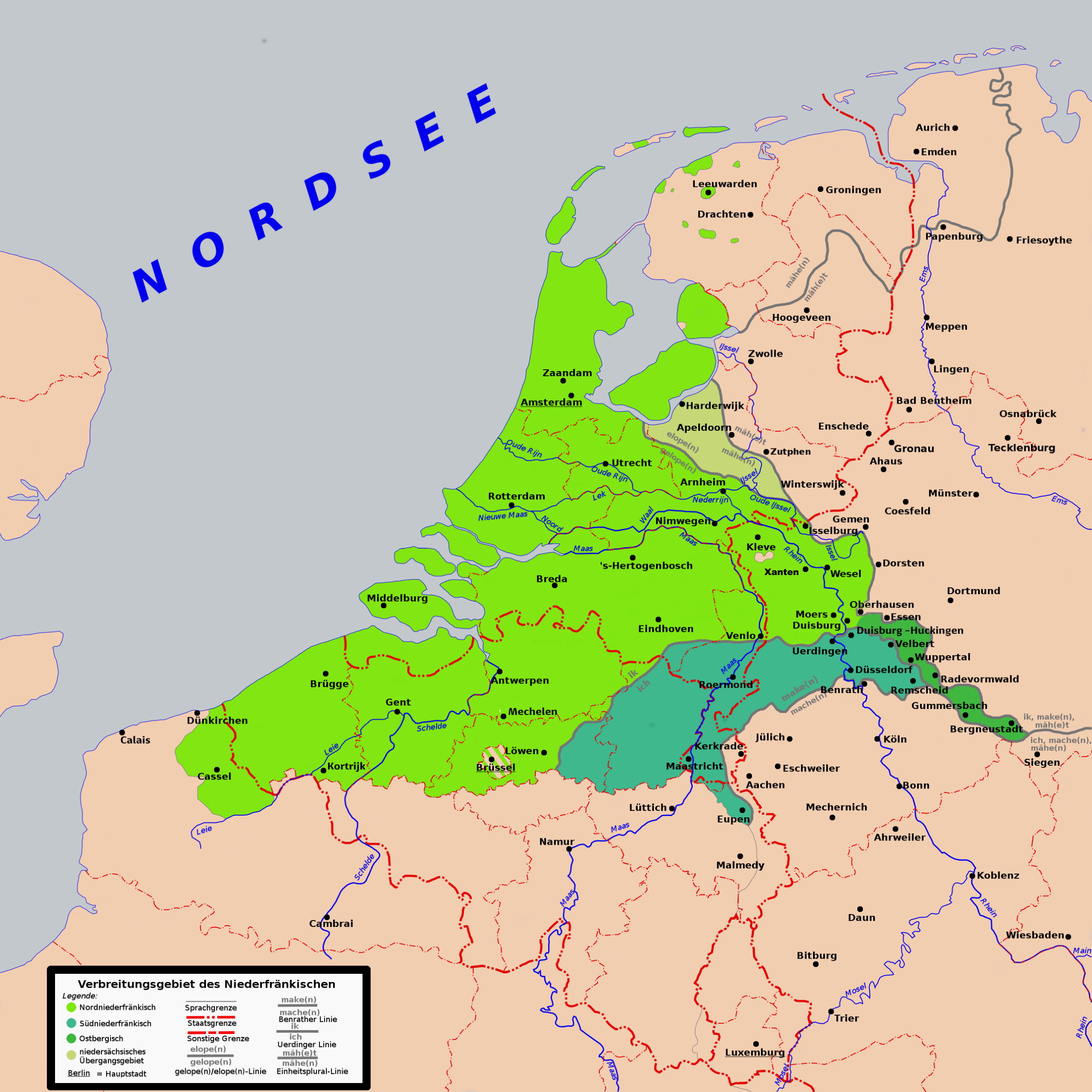
Image en allemand des parlers bas franciques en Europe selon une perspective douteuse allemande

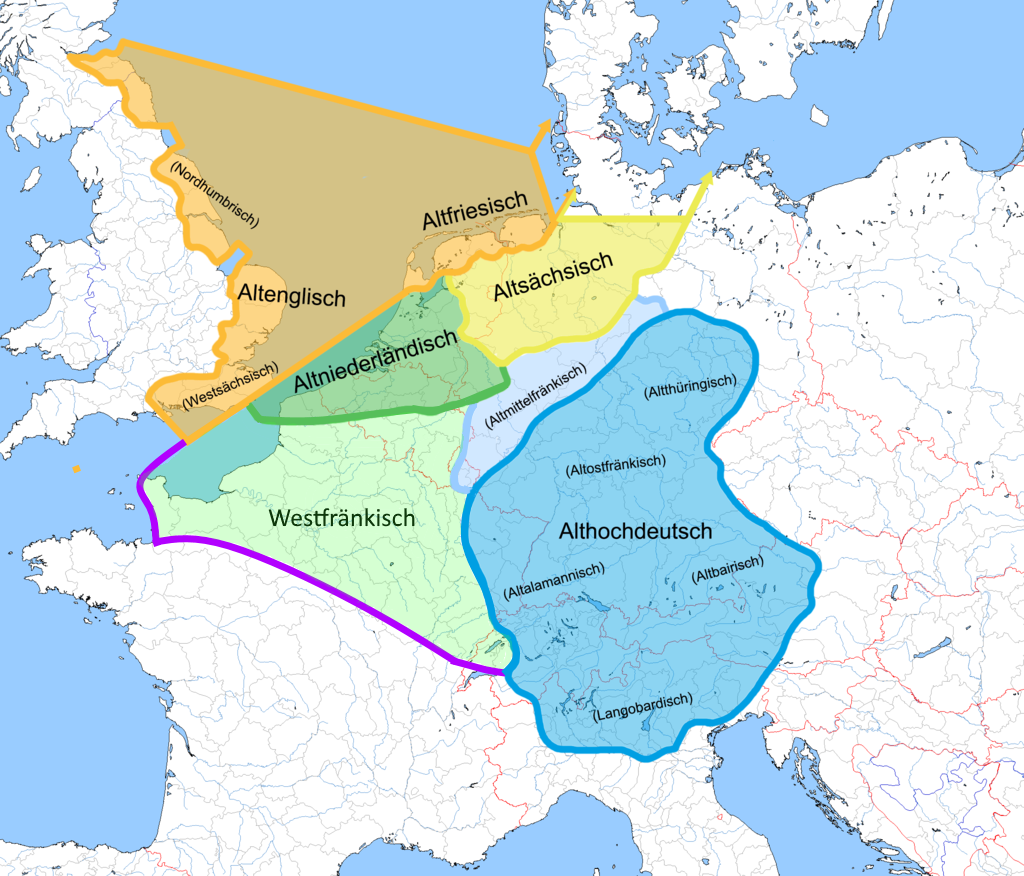
Langues germaniques occidentales de 580, des parlers vieux franciques en vert, le deux plus au nord-ouest en bleu sont les autres dialectes vieux franciques, le Westfräankisch faisant partie du néerlandais ultérieurement.

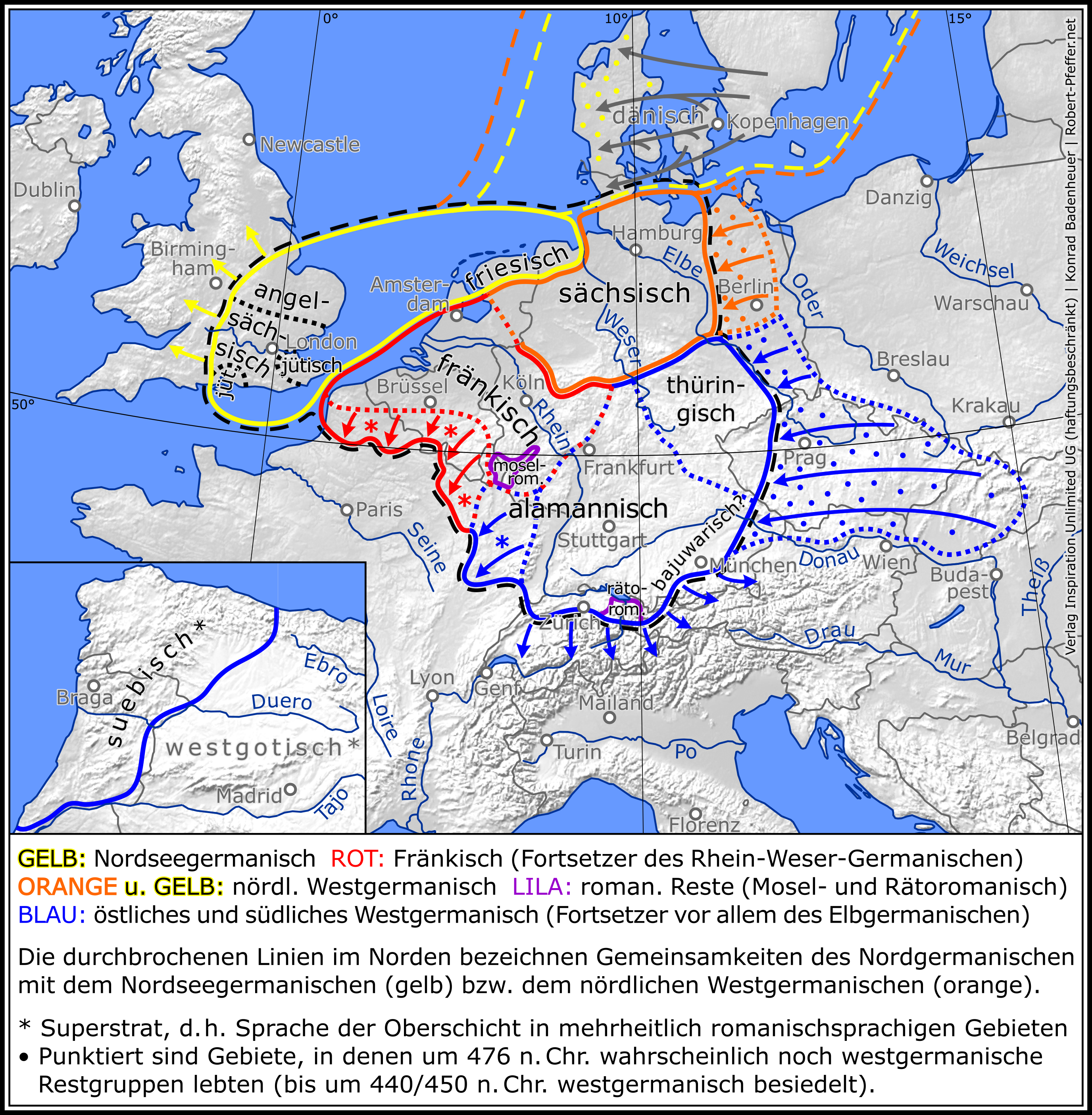
Les langues germaniques occidentales dans l'antiquité.

Pour les articles homonymes, voir Francique.

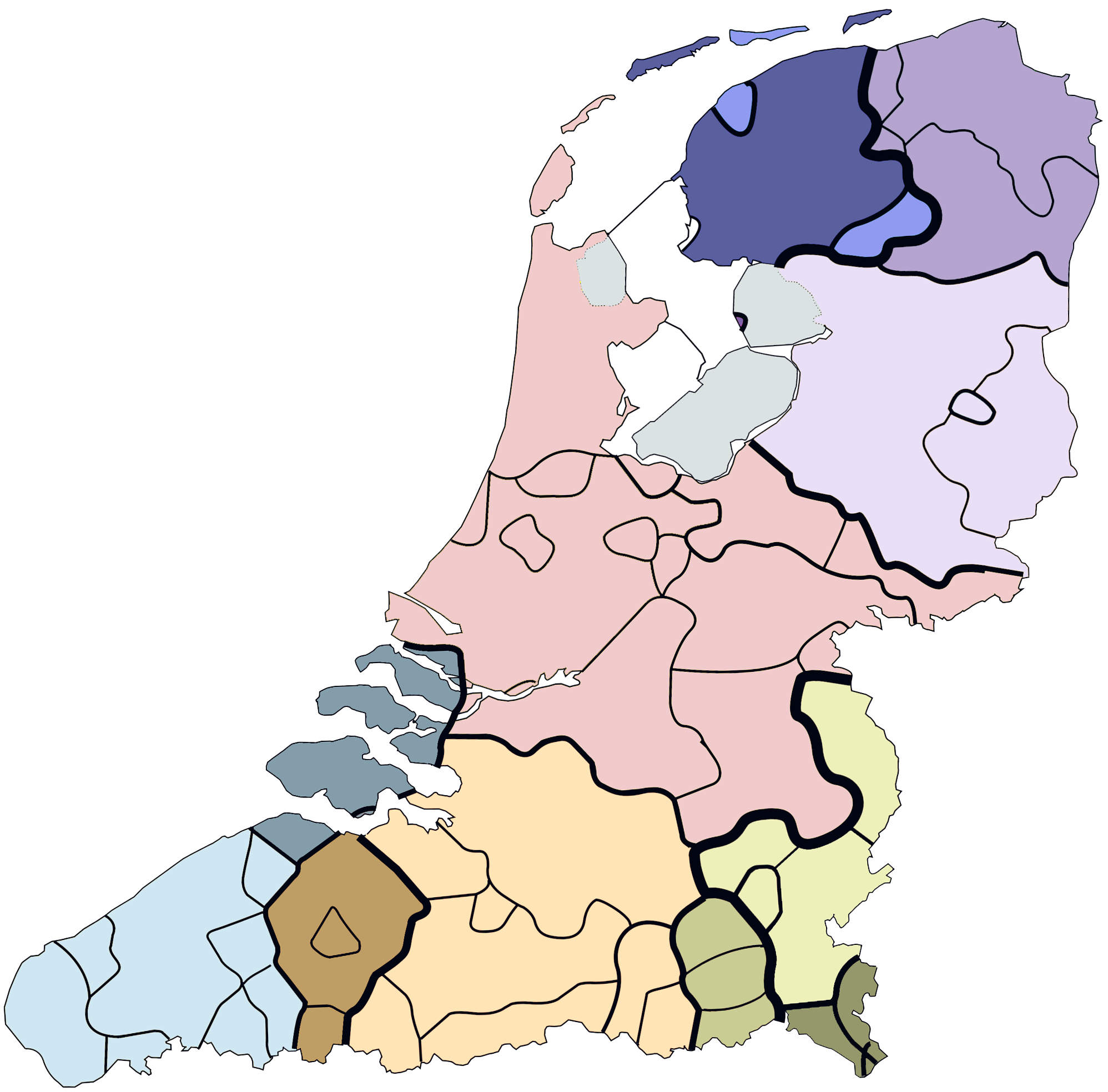
Le domaine dialectal du bas-francique, du bas saxon du Pays-Bas et
du frison occidental en Europe (RNW [Rhénanie-du-Nord-Westphalie], état membre de l'Allemagne exclu).

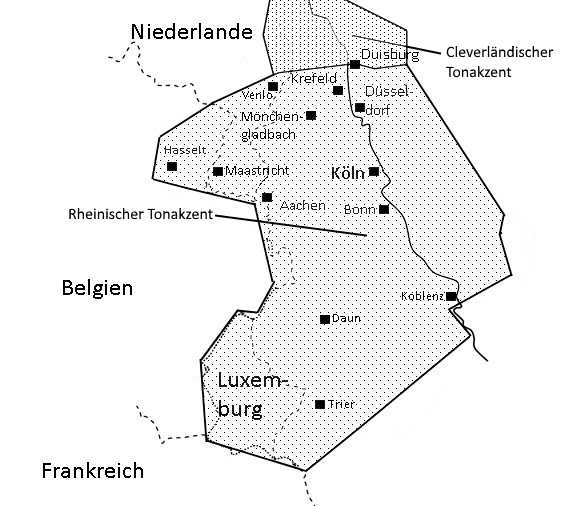
Le domaine de la tonalité rhénane.

Le bas francique est un ensemble de langues ou de dialectes germaniques, considérées comme faisant partie des langues germaniques occidentales, parlées essentiellement aux Pays-Bas et en Belgique (région flamande et, moins Bruxelles[pas clair]), en Afrique du Sud et en Namibie et dans de petites portions de l’ouest de l’Allemagne et du nord de la France.
Le néerlandais, langue officielle des Pays-Bas, de Belgique et du Suriname, en fait partie ; et l'afrikaans, langue officielle en Afrique du Sud, est à son tour issu du néerlandais.
Ces dialectes forment un continuum linguistique de parlers locaux ; les délimitations et les regroupements ne sont donc pas toujours évidents.

## Liste des langues
Il contient :
- Le flamand occidental, parlé en Flandre occidentale et l’ouest de la Flandre orientale (Belgique), dans le Westhoek français (France) et une partie de la Flandre zélandaise (Pays-Bas).
- Le flamand oriental, parlé dans une partie de la Flandre orientale (Belgique) et en Flandre zélandaise (Pays-Bas), il est parfois classé avec le brabançon.
- Le zélandais, parlé en Zélande (Pays-Bas), il est fréquemment classé avec le flamand occidental.
- Le brabançon, parlé dans l’ancien duché de Brabant : dans les provinces du Brabant flamand et d'Anvers (Belgique) et du Brabant-Septentrional (Pays-Bas).
- Le hollandais, parlé dans les deux provinces de Hollande (Pays-Bas).
  - L’utrechtois (nl), parlé dans la province d’Utrecht et dans l’est de la Hollande-Méridionale (Pays-Bas). Très proche du hollandais, il est aussi en continuum avec le brabançon et le Kleverlands.
- Le limbourgeois, parlé dans le Limbourg belge, le Limbourg néerlandais, y compris une partie des Fourons et une partie de la Rhénanie-du-Nord-Westphalie (Allemagne).
- Le rhéno-mosan parlé en Belgique, au Pays-Bas et en Allemagne. Il est parlé a Uerdingen, Eupen et aussi dans une partie des Fourons, pour en citer peu.
- Le Kleverlands (nl), parlé dans le sud de la province de Gueldre

- Le néerlandais standard est issu de ce groupe de dialectes: principalement du hollandais et du brabançon.
- L’afrikaans, parlé en Afrique du Sud et en Namibie, est issu du néerlandais. L'oorlams et l'afrikaaps sont des dialectes de cette langue ou des langues créoles. Gariep-Afrikaans, Griekwa-Afrikaans en Nama-Afrikaans sont des variétés de l'Afrikaans aussi[1].

Les Francs saliens d'avant Charlemagne parlaient une langue (ou plusieurs dialectes) du bas francique, appelée « vieux francique » (ou « vieux bas francique ») : ce sont eux qui avaient importé cette langue en Flandre en s’installant dans cette région avant leur conquête de la Gaule, ce qui donnera le flamand. Les Mérovingiens parlaient donc le bas francique, bien qu’ils eussent aussi adopté la langue et la culture des Gallo-romains ; Charlemagne, en revanche, avait pour langue maternelle le francique rhénan, une langue du groupe moyen-allemand, non affiliée au bas francique, car sa lignée avait adopté la langue de la région où elle s'était établie.
L’inscription runique de Bergakker, découverte dans la Betuwe et attribuée aux Francs saliens entre 425 et 450, est le plus ancien fragment du vieux francique parvenu jusqu’à nos jours. Cette langue se révèle très proche du vieux néerlandais du Moyen Âge : cette inscription peut donc être considérée comme la plus ancienne en néerlandais.
L’un des plus vieux manuscrits écrit en bas francique, De Reis van Sinte Brandaen, date du XIIe siècle et rapporte le périple de l’abbé irlandais Brendan de Clonfert. Les philologues estiment qu’il s’agit de la compilation d’une source en moyen haut-allemand aujourd’hui perdue, avec des légendes irlandaises, que l’on devine au syncrétisme christo-celtique imprégnant le récit. Le brusseleire est le mot général pour le néerlandais de Bruxelles (vloms), le beulemans (francophone), 
le bargoensch et l'alf-en-alf.
Il y a les catégories suivantes des dialectes pour Flandre et le Pays-Bas aussi:
- Ripuarisch, Gent, Ronse
- Fries
- Nedersaksisch: Overijssel, Twente et Groningue
- Vlaams: Flandre orientale, Flandre occidentale et frange méridionale du zélandais
- Brabants en Antwerps: Brabant et d'autres parties de la Belgique
- Limburgs: Limbourgeois, mais à l'exclusion du Limbourg parallèle à la latitude de Helmond.
- Hollandse Mengdialecten Des enclaves linguistiques, dont Zutphen, Watervliet, Burum, Zalk et Utrecht font partie des Hollandse Mengdialecten. Une autre enclave linguistique se situe autour de Gouda et Woerden.

A partir de Grijpskerk, une ligne est en cours vers Amsterdam, bientôt interrompue. 
- Hollands en Noord-Brabants Le reste.

Il y a la classification suivante pour les dialectes bas franciques européens aussi:

- Hollands, Noord-Brabants (hollandais, brabançon septentrional) 
  - Hollands (hollandais)
    - Noord-Hollands (hollandais septentrional)
    - Zuid-Hollands en Utrechts (hollandais méridional et utrechtois)

  - Noord-Brabants (brabançon septentrional) 
    - OOST-BRABANTS (brabançon oriental)
    - Dialecten in het Gelders Rivierengebied, West-Brabants

(Dialectes de la région de la rivière gueldroise, Brabant occidental)
- Noord-Belgisch (belge septentrional)
  - CENTRAAL BRABANTS (brabançon central)
  - Periferisch Brabants (brabançon périférique) 
    - Zeeuws (zélandais)
    - Brabants (brabançon )

  - Periferisch Vlaams (flamand périférique)
  - CENTRAAL VLAAMS (flamand central)
- Limburgs (limbourgeois)